# Erigorgus rufus
Erigorgus rufus là một loài tò vò trong họ Ichneumonidae.